# Wanda Szczepańska (aktorka)
Wanda Gabriela Szczepańska 1°v. Rossowiecka, 2° v. Domańska (ur. 10 marca 1895 w Warszawie, zm. 5 listopada 1970 tamże) – polska aktorka.

## Życiorys
Była córką Józefa Szczepańskiego i Klementyny z Wardeckich. Szkołę średnią ukończyła w Warszawie, a następnie uczęszczała w latach 1911–1913 do Szkoły Aplikacyjnej.
Według własnych opowieści debiutowała w 1913 w Teatrze Polskim w Warszawie, lecz brak jest źródeł, które to potwierdzają. W sezonie 1913/14 występowała w Teatrze Komedii w Płocku. Następnie występowała w teatrach objazdowych na terenie Imperium Rosyjskiego. Po wybuchu I wojny światowej była m.in. pielęgniarką na froncie. Po powrocie do Polski występowała w Teatrze Praskim w Warszawie (1919–1921), Teatrze im. Wojciecha Bogusławskiego w Warszawie (1921–1923), Teatrze Popularnym w Łodzi, Placówce Żywego Słowa najpierw jako zespół objazdowy, a następnie w Warszawie (1927–1929), Teatrze Jaskółka w Warszawie (1929–1931), Teatrze Polskim w Gdyni (1932), Teatrze im. Stefana Żeromskiego w Warszawie, Teatrze Kameralnym (1934) i Teatrze Ateneum w Warszawie (1934–1935), w Teatrze Miejskim w Kaliszu (1936–1938) i Teatrze Miejskim w Wilnie (1938–1939).
Po wybuchu II wojny światowej grała dalej w Wilnie w Polskim Teatrze Dramatycznym aż do wejścia do miasta wojsk niemieckich w 1941. Przedostała się do Warszawy gdzie pracowała w kuchni koleżeńskiej Związku Artystów Scen Polskich.
Po zakończeniu wojny Wanda Szczepańska wyjechała do Krakowa, gdzie zgłosiła się do pracy w Starym Teatrze. Po powrocie do Warszawy występowała w zespole Miejskich Teatrów Dramatycznych od 1945. Od 1949 występowała w Teatrze Powszechnym aż do przejścia na emeryturę 1 kwietnia 1964.
19 stycznia 1955 na wniosek Ministra Kultury i Sztuki została odznaczona Medalem 10-lecia Polski Ludowej.
Była dwukrotnie zamężna: najpierw od 15 sierpnia 1914 z Witoldem Antonim Rossowieckim, następnie z aktorem i reżyserem Edwardem Domańskim (1894–1935).
Ostatnie lata życia spędziła w Domu Artystów Weteranów Scen Polskich w Skolimowie. Pochowana na cmentarzu Wolskim w Warszawie.